# Kreishaus Arnsberg

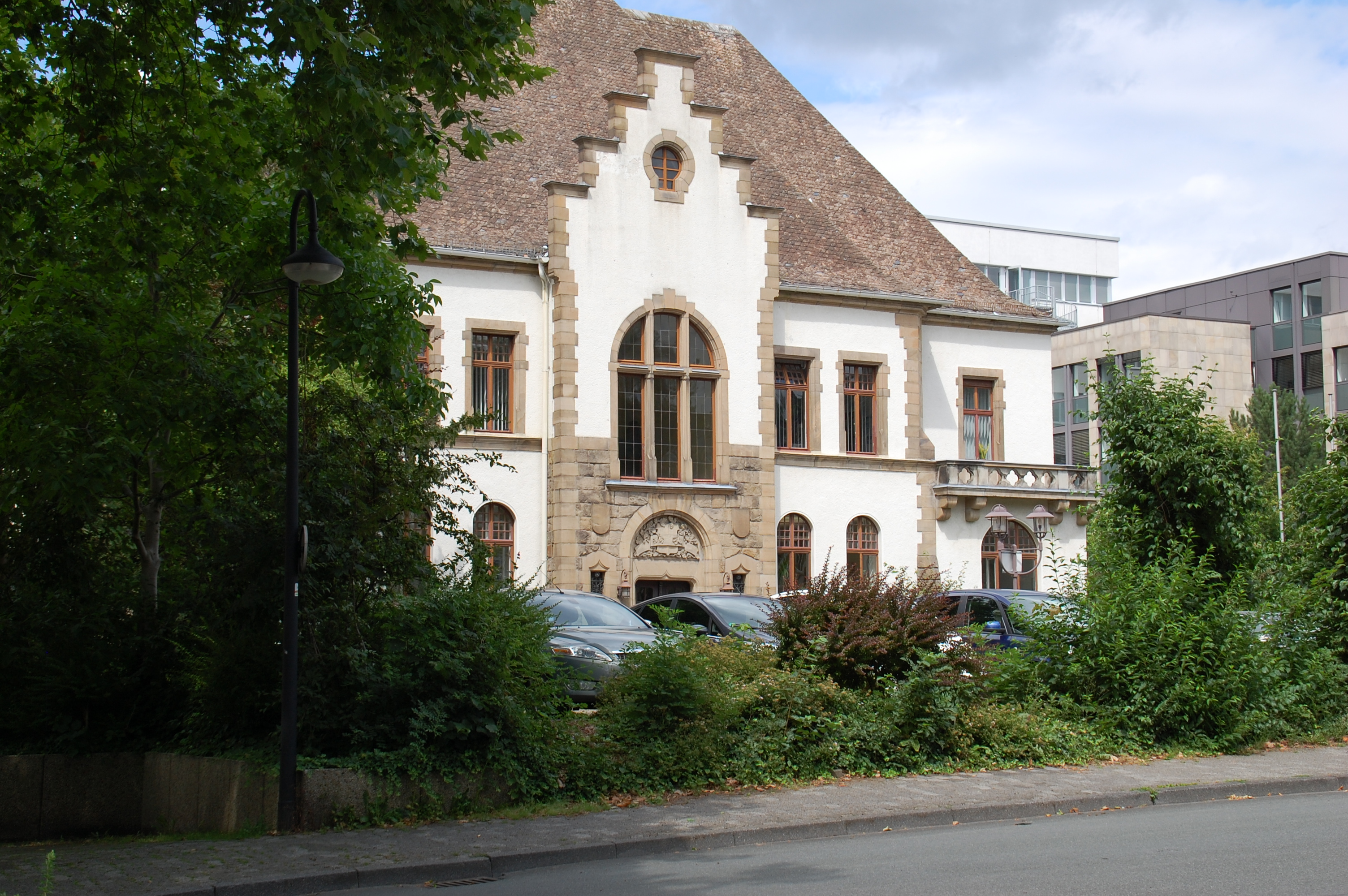
Südfront des Altbaus

Das Kreishaus Arnsberg ist ein denkmalgeschützter Bau aus dem Jahr 1902 in Arnsberg im Stil der Neorenaissance. Er war bis 1975 Sitz des Kreises Arnsberg. Der Baukomplex beherbergt heute Dienststellen des Hochsauerlandkreises und der Bezirksregierung Arnsberg. 

## Baugeschichte

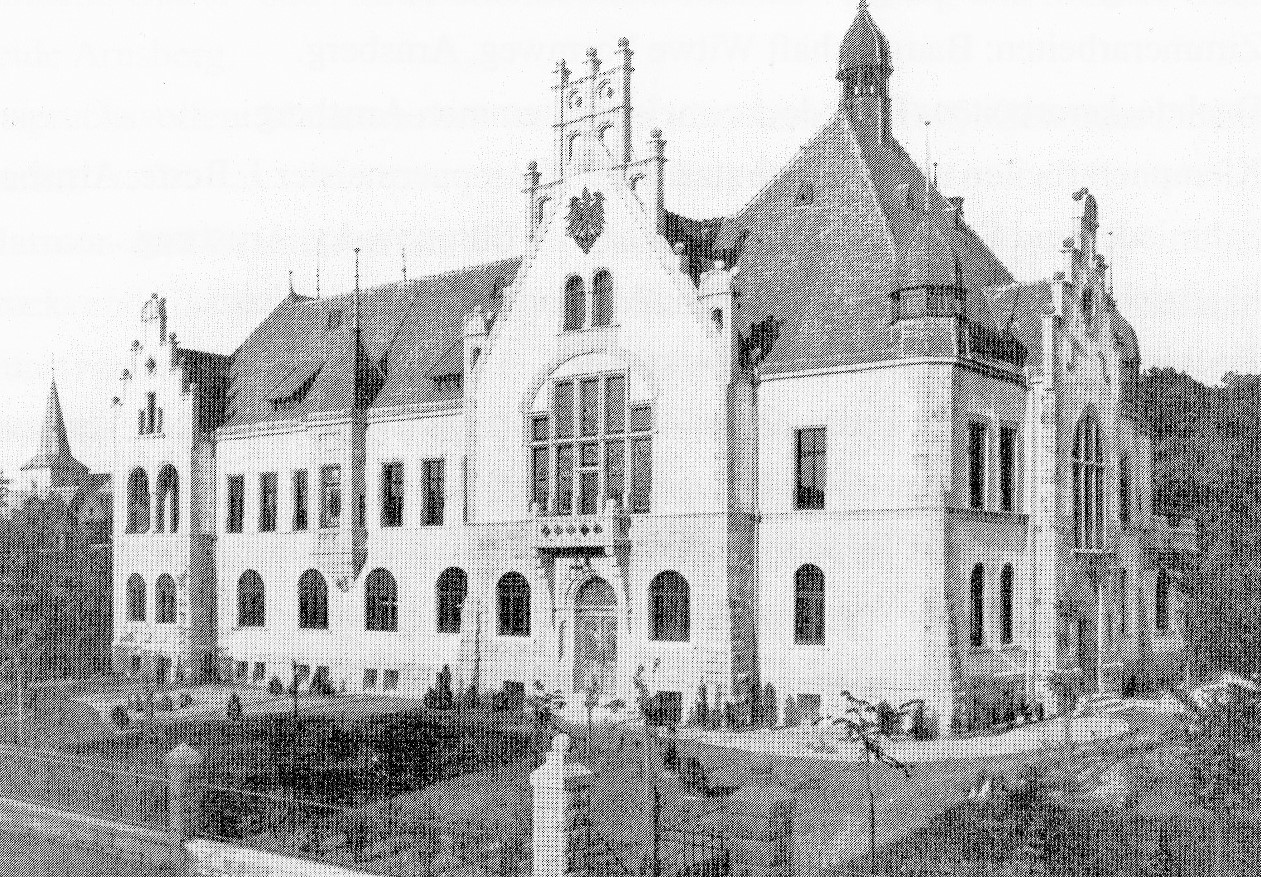
Kreishaus Arnsberg 1902

Die Zahl der Beschäftigten des 1816 gegründeten Landratsamtes in Arnsberg war im Laufe der Zeit auf vierzehn Mitarbeiter gewachsen. Ohne ein eigenes Kreishaus tagte der Kreistag im Arnsberger Rathaus. Der gestiegene Raumbedarf und der Wille nach äußerer Repräsentation waren der Hintergrund für die Pläne zum Bau eines Kreishauses. 
Bereits 1894 wurden in dieser Hinsicht erste Schritte unternommen. Wirklich in Gang kam die Angelegenheit aber erst 1900 mit einem entsprechenden Kreistagsbeschluss. Der neue Bau sollte nicht nur die nötigen Diensträume für alle Abteilungen, sondern auch eine Dienstwohnung für den Landrat sowie Stallungen und eine Kutscherwohnung bieten. 
Der Bau sollte an der Eichholzstraße entstehen. Das dafür nötige 7770 m² große Grundstück erwarb der Kreis vom Grafen von Fürstenberg zu Herdringen für etwa 30.000 M. Zu dem Architektenwettbewerb wurden 142 Entwürfe eingereicht. Auch der Berliner Architekt Engelbert Seibertz beteiligte sich daran und kam in die engere Auswahl. Den Auftrag erhielten die Berliner Architekten Wilhelm Lübke und Robert Becker. Der Vater von Lübke hatte früher in Arnsberg als Baumeister gewirkt. Der Entwurf von Lübke und Becker sah einen Bau im Stil der Frührenaissance vor. Inklusive der Grundstückkosten ging man von 189.000 M. Gesamtkosten aus. Diese reichten aber nicht aus, so dass der Kreistag 1902 die Erhöhung der Baukosten auf 235.000 M. bewilligte. Später bewilligte er Gesamtkosten von 280.000 M. Darin noch nicht enthalten war die Möblierung. Noch im Jahr 1900 begann mit dem ersten Spatenstich der Bau. Eingeweiht wurde das Gebäude am 6. Oktober 1902.

## Baubeschreibung vor 1945
Der damals noch recht freie stehende Bau bedingte eine aufwändige Gestaltung aller Schauseiten. Die der Eichholzstraße zugewandte Westfront war die Hauptfront. Aber auch die zur Laurentiusstraße gelegene Südfront wurde aufwändig gestaltet. Deutlich zurückhaltender fiel der Bauschmuck an der Nord- und Ostseite aus. An der Westfront besonders hervorgehoben ist der Bereich des großen Sitzungssaals durch eine große Fensterfront mit Balustrade. Darüber erhebt sich ein 22 m hoher Giebel, der früher von einem schmiedeeisernen preußischen Adler gekrönt war. Unter dem großen Fenster lag der Eingang „für Beamte und Publikum“ inmitten des Hauptgiebelrisalits. 
Die Südseite ist in ihrer Hauptmasse symmetrisch gestaltet. In der Mitte befindet sich der Hauptrisalit mit dem Eingang und Aufgang zum Kreißsaal und zur damaligen Dienstwohnung des Landrates. Der Treppenbereich wird nach außen durch ein großes Fenster gekennzeichnet. Darüber erhebt sich ein Staffelgiebel. Die Ostseite war durch Erker, Giebel und Türmchen gestaltet. Die Nordseite hatte die geringste Ausdehnung und wies einen vorgebauten Erker und einen Holzgiebel auf. An der Hinterfront angebaut waren Stallung und Kutscherhaus. 
Die Außenanlagen waren zur Entstehungszeit teilweise parkartig gestaltet. Der Hauptbau hat neben dem Keller und dem teilweise ausgebauten Dachgeschoss ein Erd- und ein Obergeschoss. Der Bau verfügte schon zu Beginn über eine Zentralheizung. Der 6,5 m hohe Kreißsaal war auch im Inneren aufwändig gestaltet. Das Fenster enthielt die Wappen der Städte Arnsberg und Neheim sowie der Amtsgemeinden Warstein, Balve und Allendorf. Die Wappen der übrigen in früherer Zeit mit städtischen oder stadtähnlichen Rechten ausgestatteten Gemeinden befanden sich in den untersten Gewölbefeldern der Saaldecke.

## Weitere Geschichte
Der Bau wurde durch einen Luftangriff am 10. März 1945 schwer beschädigt. Dabei wurde die nördliche Gebäudehälfte völlig zerstört. Die Reste wurden 1947 abgetragen und der eigentliche Wiederaufbau begann 1948. Erst 1950 konnten die Arbeiten abgeschlossen werden. Der neue Bau wies einen deutlich weniger aufwändigen Bauschmuck auf als der Ursprungsbau. 
Die Zahl der Beschäftigten war bis in die Mitte der 1960er Jahre auf etwa 300 gestiegen. Für diese reichte der alte Bau nicht mehr aus und ein Teil der Beschäftigten musste in vier anderen Gebäuden untergebracht werden. Im Jahr 1966 beschloss der Kreistag den Bau eines Erweiterungsbaus. Architekt war W. O. Zerbin aus Arnsberg. Der Bau begann 1967. Im Jahr 1969 kam es durch den Verzicht auf einen großen Sitzungssaal zu einer wesentlichen Planänderung. Endgültig fertiggestellt wurde der Erweiterungsbau erst 1972. Die Baukosten betrugen 9,85 Millionen DM. 
Nachdem der Kreis Arnsberg 1975 im neu gegründeten Hochsauerlandkreis aufgegangen war, wurde Meschede Kreisstadt. Wie auch in Brilon blieb auch in Arnsberg eine Nebenstelle der Kreisverwaltung bestehen. Der Erweiterungsbau wurde 1980 an die Bezirksregierung Arnsberg verkauft. Der Kreis mietete die Räumlichkeiten des Straßenverkehrsamtes und des Gesundheitsamtes von der Regierung an. Der Raumbedarf der Regierung stieg weiter an und sie beanspruchte auch die vom Kreis genutzten Räumlichkeiten im Erweiterungsbau. Da letzterer auf diese nicht verzichten konnte, nahm er diese wieder in sein Eigentum zurück. Für den Gegenwert errichtete er bis 1988 für die Bezirksregierung einen mehrstöckigen Neubau.   
Der Altbau wurde unter der Nummer DL 378 in die Denkmalliste der Stadt Arnsberg aufgenommen.